# Aaron Brooks (Basketballspieler)
Aaron Jamal Brooks (* 14. Januar 1985 in Seattle, Washington) ist ein US-amerikanischer Basketballspieler, der den Großteil seiner Profilaufbahn in der NBA aktiv war.

## Karriere

### Highschool
In seinem Freshman-Jahr an der Franklin High School in Seattle erzielte Brooks im Schnitt 7,6 Punkte, im zweiten Jahr 16,8 Punkte und im dritten Jahr 18,7 Punkte. In seinem Senior-Jahr führte er das Team mit durchschnittlich 24,3 Punkten, 7,0 Assists, 3,3 Rebounds und 2,4 Steals pro Spiel zu einer Saisonbilanz von 25 Siegen bei nur zwei Niederlagen und zum Gewinn der Schulmeisterschaft von Washington. Das Endspiel um die Meisterschaft wurde maßgeblich durch das Duell zwischen Brooks und Adam Morrison geprägt: Brooks trug zu dem 67:55-Sieg 38 Punkte bei, Morrison erzielte 37 Punkte. Im Anschluss an die Saison spielte er (unter anderem gegen LeBron James) beim McDonald’s All-American Game, zu dem die 24 besten Highschool-Spieler des Landes eingeladen werden.

### College
Von 2003 bis 2007 studierte Brooks an der University of Oregon Politikwissenschaft und spielte für die Hochschulmannschaft Ducks in der Pacific-10 Conference (Pac-10) der NCAA. Er übernahm die Point-Guard-Position von dem im selben Jahr in die NBA gewechselten Luke Ridnour und stand damit gleich von Beginn seiner College-Karriere an in der Startformation. Trotz zehn verpasster Spiele aufgrund eines gebrochenen Handwurzelknochens wurde er in seinem Einstandsjahr ins All-Freshman Team der Pac-10 berufen. Im Schnitt erzielte er 7,0 Punkte, seine Saisonbestleistung waren 17 Punkte gegen Stanford.
In seinem Sophomore-Jahr absolvierte Brooks alle 27 Spiele und führte die Ducks bei den Punkten (im Schnitt 14,7) und bei den Assists (im Schnitt 4,7) an. Sowohl bei den Assists als auch mit seiner Freiwurfquote von 85,5 % wurde er Drittbester in der Liga. Saisonhöhepunkt war ein 90:83-Sieg gegen die University of Southern California, bei dem er mit 34 Punkten den Sophomore-Rekord seiner Universität einstellte. Gleichzeitig war dies die dritthöchste jemals erzielte Punktzahl eines Point Guards der University of Oregon.
In der folgenden Saison gelang Brooks mit 10 Punkten und 10 Assists gegen Howard sein erstes Double-Double, außerdem führte er die Liga in der Statistik der Assists pro Ballverlust (assists-to-turnover ratio) an. Insgesamt spielte er aber schwächer als in der Saison zuvor: Seine Saisonbestleistung waren 20 Punkte gegen die University of Southern California und sein Punkteschnitt sank auf 10,8. Unrühmlicher Höhepunkt der Saison war ein Ellbogencheck im Viertelfinale des Pac-10-Turniers gegen die University of Washington, nach dem sein Gegenspieler Ryan Appleby mit sechs Stichen an der Oberlippe genäht werden musste. Brooks wurde vom weiteren Turnierverlauf ausgeschlossen und noch für zwei Spiele der folgenden Saison gesperrt.
Kurz nach dem Ende der Saison wurde seine Tochter geboren, was ihn fortan beflügelte: Nach der enttäuschenden Saison 2005/06 führte Brooks die Ducks in seinem letzten College-Jahr mit durchschnittlich 17,7 Punkten (Ligaspitze) zum Titelgewinn der Pacific-10 Conference und bis ins Viertelfinale (Elite Eight) des NCAA-Division-I-Basketball-Championship-Turniers. Seine Leistungen trugen ihm die Berufung ins First-Team All-Pac-10 und ins Wooden Award All-American Team ein.

### NBA

#### Houston Rockets
Bei der NBA-Draft 2007 wählten die Houston Rockets Brooks spät in der ersten Runde, an 26. Stelle des Drafts. In seiner Debütsaison war Brooks Einwechselspieler: Er wurde in 51 der 82 Spiele eingesetzt und kam im Schnitt 12 Minuten zum Einsatz, dabei erzielte er durchschnittlich 5,2 Punkte. Auch in den Playoffs kam er zum Einsatz.
In der ersten Saisonhälfte der Spielzeit 2008/09 wurde Brooks zunehmend häufiger eingesetzt; Mitte der Saison, kurz vor Ende der Transferperiode, wechselte dann der bis dahin etatmäßige Point Guard der Rockets, Rafer Alston, im Rahmen eines Tauschgeschäfts zu den Orlando Magic. Bisher immer nur Einwechselspieler, fand sich Brooks nun in der Startaufstellung wieder. Er rechtfertigte das in ihn gesetzte Vertrauen und erreichte in den weiteren Saisonspielen im Schnitt 13,3 Punkte und 3,7 Assists. Brooks wurde für die im Rahmenprogramm des All-Star Games ausgetragene Rookie Challenge ausgewählt, bei der die besten Liganeulinge gegen die besten Spieler antreten, die sich in ihrem zweiten NBA-Jahr befinden. In den Playoffs gelangen Brooks 16,8 Punkte und 3,4 Assists. So führte er die Rockets in der ersten Runde zum 4:2-Sieg gegen die höher gesetzten Portland Trail Blazers und in der zweiten Runde, unter anderem mit 34 Punkten in Spiel 4, zu einer knappen 3:4-Niederlage gegen die Los Angeles Lakers, den späteren Meister.
In der Saison 2009/10 startete Brooks in allen 82 Spielen und kam auf eine durchschnittliche Einsatzzeit von 35,6 Minuten. Am 13. Januar 2010 stellte er mit 43 Punkten in einem nach dreimaliger Verlängerung gewonnenen Spiel gegen die Minnesota Timberwolves eine neue Karrierebestmarke auf, und am 17. März gegen die Memphis Grizzlies mit 7 Dreiern aus 7 Versuchen einen neuen Mannschaftsrekord in erfolgreichen Dreipunktwürfen ohne Fehlversuch. Am Ende der Saison hatte Brooks 209 Dreier und damit ligaweit die meisten Dreier erzielt (womit er gleichzeitig einen neuen Mannschaftsrekord der Houston Rockets aufstellte) und wurde zum erst sechsten Spieler der NBA-Geschichte, dem in derselben Saison mindestens 200 Dreipunktwürfe und mindestens 400 Assists gelangen. Seine Punkteausbeute steigerte er von 11,2 auf 19,6 und seine Assists von 3,0 auf 5,3 pro Spiel. Mit großem Vorsprung wurde er bei einer Ende der Saison von der NBA organisierten Abstimmung unter 123 Sportjournalisten zum Most Improved Player der Saison gewählt.
Früh in der Spielzeit 2010/11, im fünften Saisonspiel, verletzte sich Brooks am Knöchel und musste anderthalb Monate pausieren. Er hatte Schwierigkeiten, wieder in Form zu kommen, und verlor seinen Job als etatmäßiger Point Guard an seinen Ersatzmann Kyle Lowry. Mehr und mehr frustriert über die Reservistenrolle, handelte sich Brooks am 5. Februar 2011 beim Spiel gegen die Memphis Grizzlies eine Ein-Spiel-Suspendierung durch die Rockets ein, indem er, als er 6:45 Minuten vor Schluss ausgewechselt wurde, direkt in die Kabine verschwand, statt auf der Ersatzbank Platz zu nehmen.

#### Phoenix Suns / Guangdong Southern Tigers
Am 24. Februar 2011 wurde Brooks im Austausch für Goran Dragic und einen First-Round-Pick an die Phoenix Suns transferiert, wo er als zweiter Point Guard hinter dem zweimaligen MVP Steve Nash in 26 Spielen zum Einsatz kam und seine Leistungen wieder steigern konnte.
Am 17. November 2011 unterschrieb er angesichts des NBA-Lockouts einen Vertrag für eine Saison bei den Guangdong Southern Tigers in China, aufgrund einer entsprechenden Regel der CBA ohne Ausstiegsklausel. Mit den Southern Tigers wurde er Vize-Meister.

#### Rückkehr in die NBA
Nachdem sein Vertrag in China ausgelaufen war, kehrte Brooks zur Saison 2012/13 in die NBA zurück und unterschrieb einen Vertrag bei den Sacramento Kings. Dort kam er zunächst von der Bank als zweiter Point Guard hinter Isaiah Thomas. Zwischenzeitlich übernahm er dessen Platz in der Startaufstellung, konnte die ihn gesetzten Erwartungen aber nicht erfüllen und verlor seinen Platz wieder an Thomas, außerdem erhielt Jimmer Fredette ihm zulasten immer mehr Spielzeit.
Als Sacramento im Zuge eines Spielertauschs Toney Douglas, einen weiteren Point Guard, erhalten hatte, einigte sich das Team mit ihm Anfang März 2013 auf eine Auflösung seines Vertrags – kurz vor Ablauf einer Frist, gemäß der er in den Playoffs für ein anderes Team nicht mehr spielberechtigt gewesen wäre. Anschließend kehrte Brooks nach Houston zurück, wo er einen Vertrag für den Rest der Saison mit einer Teamoption auf eine weitere Spielzeit unterzeichnete. Diese Option wurde von Seiten der Rockets nicht gezogen und der Vertrag endete damit bereits nach einigen Monaten wieder. Vor der neuen Saison unterschrieb er erneut in Houston.
Im Februar 2014 wurde Brooks von den Rockets zu den Denver Nuggets transferiert, bevor er nach Saisonende bei den Chicago Bulls einen Vertrag unterschrieb. Nachdem er die Saison 2016/17 für die Indiana Pacers gespielt hatte, unterschrieb er im September 2017 einen Vertrag bei den Minnesota Timberwolves. Er spielte bis Ende der Saison 2017/18 für die Wolves.

#### Seit 2019
Nach einer Pause von etwa einem Jahr unterschrieb Brooks im Juni 2019 einen Vertrag für die Saison 2019/20 bei den Illawarra Hawks aus der australischen NBL.

## Familie
Brooks ist verheiratet und hat drei Töchter (* 2006 und Zwillinge * 2010). Sein älterer Bruder Alvertis Brooks Jr. spielte während seines Studiums an der Seattle University ebenfalls Basketball in deren Hochschulmannschaft Redhawks, die damals jedoch nur in der Division II der NCAA spielten. Dementsprechend startete sein Bruder auch keine professionelle Karriere als Basketballspieler.

## Belege
1. ↑  A sitting Duck vs. Huskies. Artikel in der Seattle Times, 24. Januar 2007.
2. ↑  Aaron Brooks: The NBA’s Next Top Point Guard Artikel im Dime Magazine, 25. Januar 2010.
3. 1 2  Houston's Brooks takes home award for most improved (NBA-Website; New York, 22. April 2010) (Memento vom 25. Februar 2013 im Webarchiv archive.today)
4. ↑  Eintrag zu Brooks bei Basketball-Reference.com
5. ↑  Rockets guard Brooks suspended for walking off court. Artikel auf der Website des Houston Chronicle, 6. Februar 2011
6. ↑  nba.com: Rockets' Brooks traded to Suns (Memento vom 25. Februar 2011 im Internet Archive)
7. ↑  Adrian Wojnarowski:
 Suns’ Brooks signs deal to play in China. Auf: Yahoo-Website; Sunnyvale, CA, 17. November 2011. Abgerufen am 25. Juli 2017 (in Englisch).
8. ↑  Jason Jones: Kings notes: Point guard Brooks waived (The Sacramento Bee, 3. März 2013) (Memento vom 1. November 2013 im Internet Archive)
9. ↑  Aaron Brooks finalizes contract with Houston Rockets USA Today, 4. März 2013
10. ↑  Timberwolves sign Aaron Brooks, nba.com, zuletzt gesichtet am 3. November 2017
11. ↑  National Basketball League | NBL. Archiviert vom Original am 7. November 2020; abgerufen am 21. März 2024 (englisch).
12. ↑  Rockets notes: Ariza returns for first game since trade. Artikel auf der Website des Houston Chronicle, 3. November 2010

| Personendaten    | Personendaten                            |
| ---------------- | ---------------------------------------- |
| NAME             | Brooks, Aaron                            |
| ALTERNATIVNAMEN  | Brooks, Aaron Jamal (vollständiger Name) |
| KURZBESCHREIBUNG | US-amerikanischer Basketballspieler      |
| GEBURTSDATUM     | 14. Januar 1985                          |
| GEBURTSORT       | Seattle, Washington, Vereinigte Staaten  |